# 阿赫河 (博登湖，阿爾邦)
47°30′24″N 9°26′09″E / 47.50661°N 9.43585°E

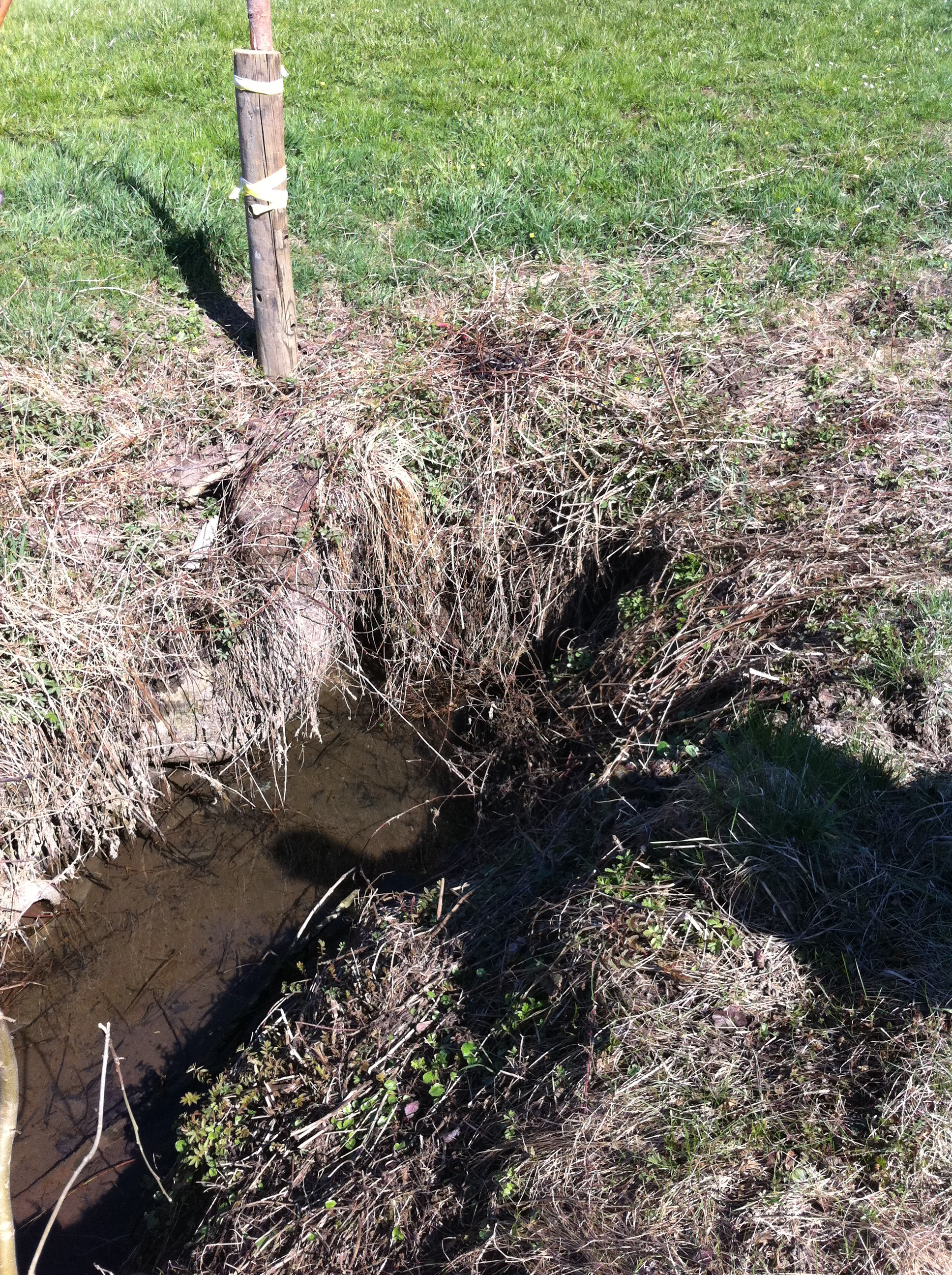

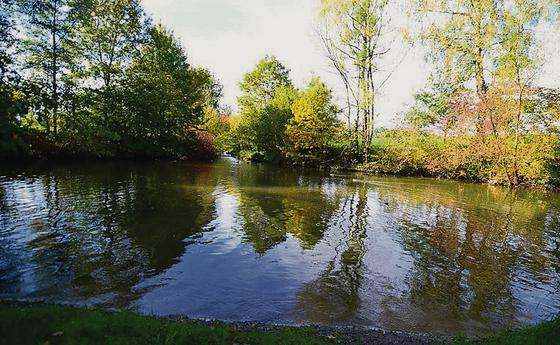

阿赫河是瑞士的河流，位於該國東北部，流經圖爾高州，屬於萊茵河的支流，河道全長1.7公里，流域面積33.2平方公里，發源自阿爾邦，最終注入博登湖。